# ТЕС Лаква
26°59′7″ пн. ш. 94°55′50″ сх. д. / 26.98528° пн. ш. 94.93056° сх. д.
ТЕС Лаква – електростанція на північному сході Індії у штаті Ассам.
Перша черга станції складалась із чотирьох встановлених на роботу у відкритому циклі газових турбін потужністю по 15 МВт, які стали до ладу в 1981 (дві), 1983 та 1986 роках.
Друга черга мала три газові турбіни потужністю по 20 МВт, що почали роботу в 1994-мі (дві) та 1999-му. Тривалий час вони так само працювали у відкритому циклі, допоки у 2012-му не були доповнені котлами-утилізаторами, від яких живиться одна парова турбіна з показником у 37,2 МВт. Таким чином, був створений блок комбінованого парогазового циклу потужністю 97,2 МВт.
В 2017/2018 бюджетному році перші чотири газові турбіни були виведені з експлуатації. Для їх заміни в 2018-му в межах проекту Lakwa Replacement ввели в дію 7 генераторних установок на основі двигунів внутрішнього згоряння потужністю по 10 МВт.
Для охолодження використовують воду із річки Дічанг.
ТЕС спорудили з розрахунку на використання попутного газу ассамських нафтових родовищ. Одне з них – Лаква – знаходиться неподалік від станції, крім того, в якийсь момент сюди подали ресурс зі сходу по трубопроводу Дуліаджан – Лаква.
Видача продукції відбувається по ЛЕП, розрахованим на роботу під напругою 33 кВ та 132 кВ.